# ماتی وانهانن
ماتّی وانهانِن (انگلیسی: Matti Vanhanen؛ زاده ۴ نوامبر ۱۹۵۵) یک سیاست‌مدار اهل فنلاند است که بین سال‌های ۲۰۰۳ تا ۲۰۱۰ نخست‌وزیر فنلاند بود.
وی پسر تاتو وانهانن جامعه‌شناس فنلاندی است.